# Codice di Ursicino

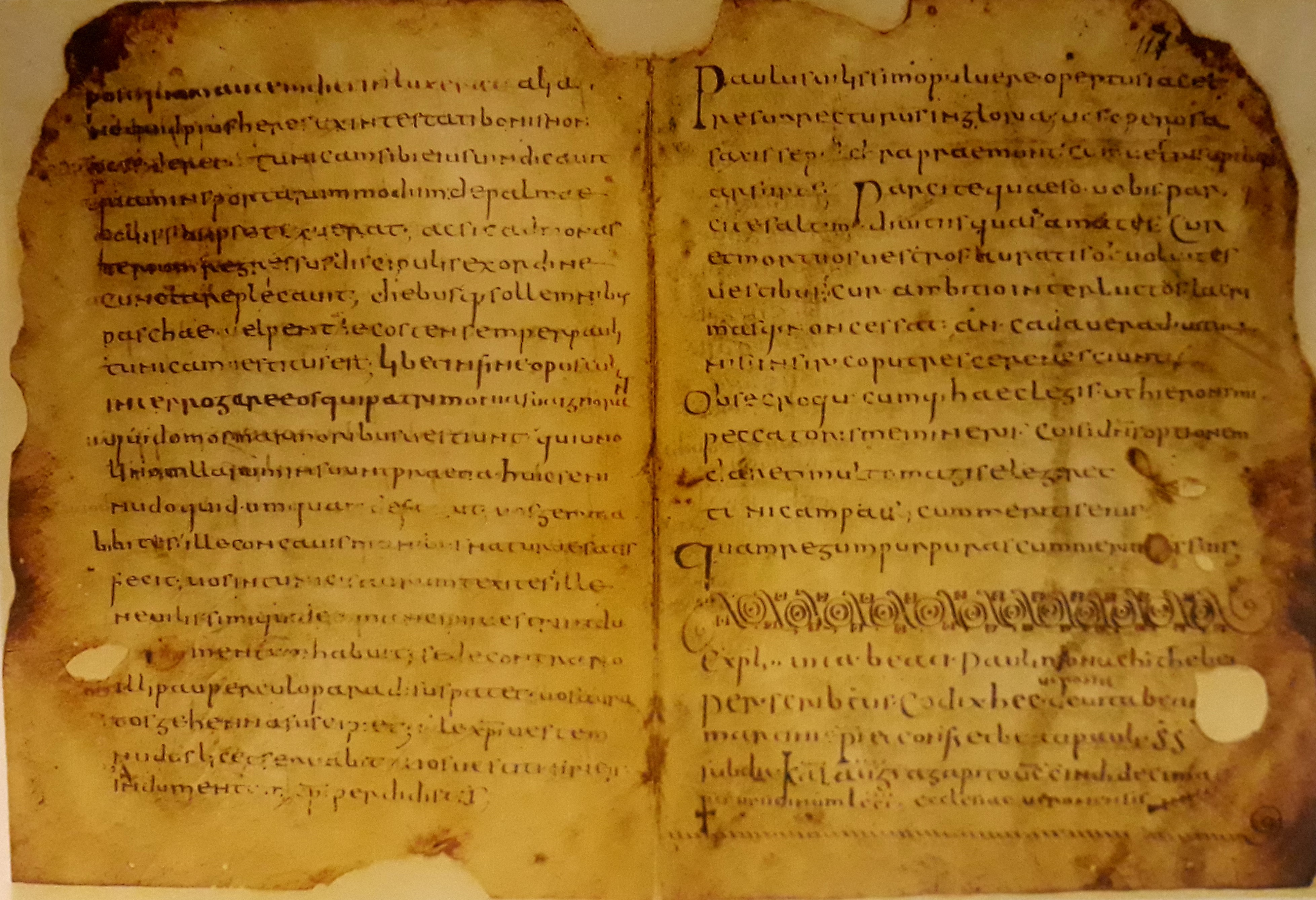
Parte del codice

Il codice di Ursicino è un codice conservato nella biblioteca capitolare di Verona. La sua particolarità è che il suo copiatore, il chierico della cattedrale Ursicino, ha inserito nel testo il proprio nome e la data del 1 agosto 517, un fatto alquanto raro all'epoca. Ciò ha permesso di dimostrare che in quell'anno a Verona esisteva già uno scriptorium (probabilmente attivo già da un secolo) conferendo così alla biblioteca il titolo di "più antica ancora oggi funzionante".
Nel testo vi sono i racconti delle vite di Martino di Tours e di Paolo di Tebe. Si compone di 117 fogli, di 256 x 210 millimetri, con quattro mancanti. Il carattere è prevalentemente minuscolo con alcuni capitali. La legatura è in pelle.